# Baskičtina
Baskičtina (baskicky: euskara) je izolovaný jazyk, který nepatří do žádné jazykové rodiny (řadí se do baskické jazykové rodiny, ostatní baskické jazyky jsou mrtvé). Proto je velice odlišný od ostatních jazyků, zvláště pak jazyků z okolních území (španělština, francouzština, katalánština). Z typologického hlediska je to jazyk aglutinační. Hlavní oblastí rozšíření je Baskicko, a to nejen kraj Španělska, ale také širší okolí zasahující přes Pyreneje do Francie. Tato oblast má značnou kulturní i politickou autonomii. Národ žijící na severu Pyrenejského poloostrova mluvící tímto jazykem se nazývá Baskové. Standardizovaná forma baskičtiny, která byla přijata koncem 20. století, se nazývá Batua. Mimo tuto standardní verzi existuje ještě 6 hlavních nářečí baskičtiny – biskajské, gipuzkoanské a hornonavarrské (ve Španělsku) a dolnonavarrské, lapurdianské a zuberoanské (ve Francii). Přesné hranice rozšíření dialektů nekorespondují s hranicemi politickými.
Český diplomat a spisovatel Norbert Tauer během 20. století přispěl k popularizaci baskičtiny a baskické kultury vůbec.

## Původ jména jazyka
V baskičtině se jazyk oficiálně nazývá euskara. V současnosti existují tři možné teorie o etymologickém původu tohoto názvu, které jsou uznávány seriózními vědci a jsou probírány na fórech o baskičtině.
Ve francouzštině je baskičtina běžně nazývána basque nebo dnes moderněji euskara. Ve španělštině je dokonce ještě více možností – el vasco, la lengua vasca nebo el euskera. Oba termíny – vasco a basque jsou svým původem z latinského výrazu vascones, který sám poukazuje až na řecký původ výrazu (ουασκωνους (ouaskōnous), který poprvé použil Strabón.
Termín Vascuence byl odvozen z latinského výrazu vasconĭce; během dlouhých staletí útlaku Basků získal poněkud hanlivý výraz. Je užíván v dokumentech přinejmenším od 14. století.

## Oficiální status
Ve Španělsku je v současné době baskičtina uznávána jako jazyk menšiny a má status prvního úředního jazyka autonomního společenství Baskicko a částí autonomního společenství Navarra. V minulosti však – hlavně v době vlády generála Franca – byla tvrdě potírána. Ve Francii pak není jako úřední jazyk uznávána dodnes.

## Historie a zařazení
Baskičtina, protože je zcela obklopena indoevropskými jazyky, je klasifikována jako izolovaný jazyk. Je pravděpodobně pozůstatkem předindoevropského osídlení Evropy. První ucelené záznamy jsou z per antických autorů z Řecka a Římského impéria. Důkazem o existenci baskičtiny již v té době jsou, římským autorům dobře známá, osobní jména Nescato a Gison (neskato a gizon znamená „mladá dívka“ a „muž“ i v moderní baskičtině).
Jazyk je považován za pozůstatek původních jazyků na Iberském poloostrově, které zde byly používány před římským záborem této oblasti. Baskičtina měla, na rozdíl od svých pravděpodobně příbuzných jazyků jako byly iberština a tartesština, to štěstí, že i přes silnou romanizaci země si díky římskému zanedbávání a přehlížení tohoto koutu Iberského poloostrova udržela svůj specifický ráz. Přesto se však ani ona nevyhnula značnému přejímání slov z latiny.
V červnu 2006 oznámil vedoucí archeologického výzkumu v Iruña-Veleia Elišek Gil, že se jeho týmu podařilo objevit sadu destiček s 270 baskickými nápisy a malbami z 3. století. Některá ze slov byla stejná či velmi podobná slovům moderní baskičtiny. Destičky byly označeny za první psané baskické texty. Brzy po svém objevu se však dostal celý tým pod palbu odborné kritiky a všechny objevy byly v roce 2008 označeny jako padělky.

## Předpoklady o příbuznosti s jinými jazyky
Předpokládaná spojitost baskičtiny s jejími indoevropskými sousedy vedla mnoho lidí k podrobnému zkoumání baskického jazyka a hledání příbuzných jazyků. Mimo mnoho fantastických a zcela nevědeckých názorů vzniklo několik uznávaných teorií, které však baskičtinu spojují s jazyky, jež jsou jí velmi vzdálené. Všechny teorie o původu baskičtiny jsou dodnes pokládány za neověřené a nepodložené.
- Iberština: starověký jazyk, který byl na Pyrenejském poloostrově užíván před příchodem Římanů. Byla velmi podobná dnes vymřelé akvitánštině a také moderní baskičtině. Ani sama iberština však není nijak lingvisticky zařazena a je také možné, že baskičtina mohla být tímto jazykem pouze ovlivněna a není mu zcela příbuzná. Eduardo Orduña Sunar poukazoval na příbuznost iberských a baskických číslovek a také podstatných jmen. Touto příbuzností se zabývali také Wilhelm von Humboldt, či Hugo Schuchardt.
- Ligurská teorie byla vytvořena v 19. století a jejími autory a zastánci byli Henri d'Arbois de Joubainville, J. Pokorny, P. Kretschmer a několik jiných lingvistů.
- Gruzínština: tato teorie poukazuje na možnou příbuznost baskičtiny s jihokavkazskými jazyky. Teorie byla založena na předpokladu existence Iberského království, které se mělo rozkládat dále ve východní části Středozemního moře podle J. P. Malorryho, který se o této teorii zmiňuje ve své knize z roku 1989 „Hledání Indoevropanů“. Byla podložena tím, že baskické označení místa je podobně jako v gruzínštině – adze.
- Dené-kavkazské jazyky: v roce 2008 byl publikován návrh na uznání velké jazykové rodiny tzv. dené-kavkazskách jazyků, která by kromě sinotibetských, severokavkazských a některých dalších jazyků zahrnovala také baskičtinu.

## Dialekty

Dialekty Baskičtiny

Rozlišuje se 6 hlavních dialektů baskičtiny:
- ve Španělsku
  - biskajský
  - gipuzkoanský
  - hornonavarrský
- ve Francii
  - dolnonavarrský
  - lapurdianský
  - zuberoanský

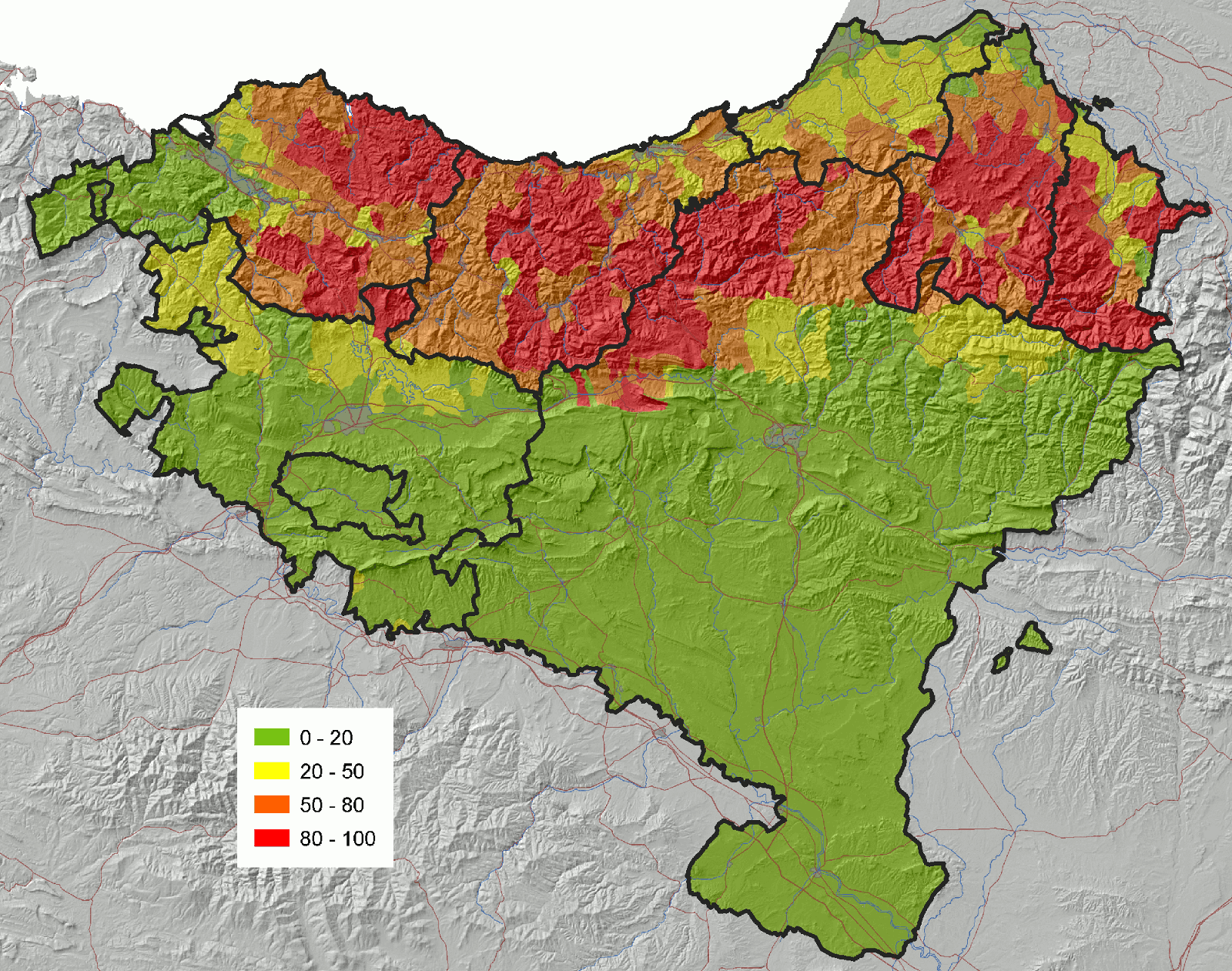
Procento mluvčích baskičtiny

Rozšíření těchto dialektů nekopíruje hranice krajů. V minulosti se baskickou dialektologií zabýval také např. Louis Lucien Bonaparte.

## Slovní zásoba
Slova přijímá hlavně z latiny, španělštiny, francouzštiny a gaskonštiny, ale fonetická revoluce změnila tato slova někdy až k nepoznání.

## Základní fráze
- Bai – Ano
- Ez – Ne
- Ezker – Levý
- Eskubi – Pravý
- Kaixo! – Ahoj!
- Agur! / Aio! – Na shledanou!
- Ikusi arte! – Na viděnou!
- Eskerrik asko! – Děkuji!
- Mila esker! – Děkuji mnohokrát!
- Egun on! – Dobré ráno! (doslova: Dobrý den!)
- Egun on, bai! – Odpověď na Egun on!
- Arratsalde on! – Dobré odpoledne!
- Gabon! – Dobrý večer!
- Gau on! – Dobrou noc!
- Mesedez – Prosím
- Barkatu – Promiňte (Pokud se na něco ptám)
- Barkatu – Omlouvám se
- Aizu! – Poslouchej! (Ne příliš zdvořilé, spíše užíváno mezi známými)
- Kafe hutsa nahi nuke? – Mohu dostat kafe?
- Kafe ebakia nahi nuke? – Mohu dostat macchiato?
- Kafesnea nahi nuke? – Mohu dostat café latte?
- Garagardoa nahi nuke? – Mohu dostat pivo?
- Komunak – Toalety
- Non dago komuna? – Kde jsou toalety?
- Non dago tren-geltokia? – Kde je vlakové nádraží?
- Non dago autobus-geltokia? – Kde je autobusové nádraží?
- Ba al da hotelik hemen inguruan? – Je zde v okolí hotel?
- Zorionak – Šťastné prázdniny (často užíváno na Silvestra)
- Zer moduz? – Jak se máš?

## Čísla
Baskický číselný systém je založen na číslu 20 – používá dvacítkovou soustavu, která je v evropských jazycích poměrně neobvyklá. Najdeme ji např. v čečenštině, což by mohlo podporovat teorii o příbuzenství mezi kavkazskými jazyky a baskičtinou. Dvacítkovou soustavu ovšem využívá částečně i francouzština (quatre-vingt dix = 4 krát 20 a 10 = 90), rovněž i gaelština, kde ale dochází k jejímu nahrazování desítkovou.
Na americkém kontinentu používali dvacítkovou soustavu Mayové (viz Mayská dvacítková soustava).
- 0 – huts
- 1 – bat
- 2 – bi
- 3 – hiru
- 4 – lau
- 5 – bost
- 6 – sei
- 7 – zazpi
- 8 – zortzi
- 9 – bederatzi
- 10 – hamar
- 11 – hamaika
- 12 – hamabi
- 13 – hamahiru
- 14 – hamalau
- 15 – hamabost
- 16 – hamasei
- 17 – hamazazpi
- 18 – hemezortzi
- 19 – hemeretzi
- 20 – hogei
- 21 – hogeita bat
- 22 – hogeita bi
- 23 – hogeita hiru
- 30 – hogeita hamar (hogei-ta-hamar = dvacet-a-deset = 20+10)
- 31 – hogeita hamaika (hogei-ta-hamaika = dvacet-a-jedenáct = 20+11)
- 40 – berrogei (ber-hogei = dvakrát dvacet = 2×20)
- 50 – berrogeita hamar (ber-hogei-ta-hamar = dvakrát-dvacet-a-deset = 2×20+10)
- 60 – hirurogei (hirur-hogei = třikrát-dvacet = 3×20)
- 70 – hirurogeita hamar (hirur-hogei-ta-hamar = třikrát-dvacet-a-deset = 3×20+10)
- 80 – laurogei (laur-hogei = čtyřikrát-dvacet = 4×20)
- 90 – laurogeita hamar (laur-hogei-ta-hamar = čtyřikrát-dvacet-a-deset = 4×20+10)
- 100 – ehun
- 200 – berrehun
- 300 – hirurehun
- 1000 – mila
- 2000 – bi mila
- 1 000 000 – milioi bat
- půl – erdi
- méně – gutxiago
- více – gehiago

## Pidžiny
Existuje několik různých jazykových mixů (pidžinů) baskičtiny. Nejznámější je mix baskičtiny s islandštinou a dalšími jazyky, který vznikl, když baskičtí námořníci v 16. století měli výrazné kontakty s Islandem z důvodu rybolovu. Tento jazyk se nazývá baskicko-islandský pidžin. Další pidžin vznikl díky kontaktu baskických velrybářů s původním indiánským obyvatelstvem v oblasti dnešního pobřeží Kanady.

## Písmo
V roce 2022 byl v okolí Pamplony objeven artefakt v podobě ruky, který pravděpodobně sloužil jako ochranný amulet, jenž se zavěšoval nad vchod do domu. Předmět je z bronzu, má rozměry třináct krát čtrnáct centimetrů a je popsán znaky, které byly identifikovány jako původní baskické písmo. Objev má mimořádný a doslova převratný význam, neboť se vědci dosud domnívali, že starověcí Baskové před příchodem Římanů, od nichž pak převzali latinku, písmo neznali a nepoužívali.

## Slovník
| Baskicky            | Česky            |
| gorria              | červená          |
| berdea              | zelená           |
| horia               | žlutá            |
| laranja             | oranžová         |
| urdin iluna         | tmavě modrá      |
| urdin argia         | světle modrá     |
| marroia             | hnědá            |
| ubela               | fialová          |
| txuria              | bílá             |
| arrosa              | růžová           |
| beltza              | černá            |
| grisa               | šedá             |
| telefonoa           | telefon          |
| giltzak             | klíče            |
| ohea                | postel           |
| etxea               | dům              |
| bainugela           | koupelna         |
| dutxa               | sprcha           |
| Non daude maletak?  | Kde jsou kufry?  |
| pasaportea          | cestovní pas     |
| kreditu txartela    | kreditní karta   |
| xaboia              | mýdlo            |
| bizar-labana        | břitva           |
| hortzetako pasta    | zubní pasta      |
| hortz-eskuila       | zubní kartáček   |
| orrazia             | hřeben           |
| eskuila             | kartáč na vlasy  |
| toalia              | ručník           |
| labana              | nůž              |
| sardeska            | vidlička         |
| koilara             | lžíce            |
| platera             | talíř            |
| txinako zotzak      | jídelní hůlky    |
| eltzea              | pánev            |
| koka-kola           | kola             |
| tea                 | čaj              |
| ura                 | voda             |
| garagardoa          | pivo             |
| ardoa               | víno             |
| esnea               | mléko            |
| kafea               | káva             |
| arrautzak           | vejce            |
| ogi zerra txigortua | toust            |
| azukrea             | cukr             |
| gurina              | máslo            |
| gazta               | sýr              |
| ogia                | chléb            |
| arroza              | rýže             |
| arraina             | ryba             |
| baratzuria          | česnek           |
| patata frijituak    | chips            |
| pizza               | pizza            |
| hanburgesa          | hamburger        |
| mangoa              | mango            |
| banana              | banán            |
| sagarrak            | jablka           |
| udareak             | hruška           |
| marrubiak           | jahody           |
| pomeloa             | granátové jablko |
| limoia              | citron           |
| laranja             | pomeranč         |
| mugurdiak           | maliny           |
| mahatsa             | hrozny           |
| arana               | švestka          |
| tomateak            | rajčata          |
| artoa               | sladká kukuřice  |
| azenarioa           | mrkev            |
| tipula              | cibule           |
| luzokerra           | okurka           |
| patatak             | brambory         |
| perretxikoak        | houby            |
| burua               | hlava            |
| musua               | tvář             |
| lepoa               | krk              |
| ilea                | vlasy            |
| belarria            | ucho             |
| begia               | oko              |
| sudurra             | nos              |
| ahoa                | ústa             |
| belauna             | koleno           |
| ukondoa             | loket            |
| orkatila            | kotník           |
| hanka               | noha             |
| oina                | chodidlo         |
| erpurua             | palec            |
| hatza               | prst             |
| eskumuturra         | zápěstí          |
| besoa               | paže             |
| eskua               | ruka             |

## Vzorový text
Otčenáš (modlitba Páně):
Gure Aita zeruetan zirena,
saindu izan bedi zure izena,
etor bedi zure erreinua,
egin bedi zure nahia
zeruan bezala lurrean ere.
Emaguzu gaur
egun huntako ogia.
Barkatu gure zorrak
guk ere gure zorduner
barkatzen diegunaz geroz.
Eta ez gu tentaldirat ereman,
bainan atera gaitzazu gaitzetik.
Amen.

### Všeobecná deklarace lidských práv
| baskicky | Gizon-emakume guztiak aske jaiotzen dira, duintasun eta eskubide berberak dituztela; eta ezaguera eta kontzientzia dutenez gero, elkarren artean senide legez jokatu beharra dute. |
| česky    | Všichni lidé se rodí svobodní a sobě rovní co do důstojnosti a práv. Jsou nadáni rozumem a svědomím a mají spolu jednat v duchu bratrství.                                         |